# Ban Chỉnh Đạo
Hội Thánh Cao Đài Ban Chỉnh Đạo, còn được gọi là Hội Thánh dưới quyền ủng hộ của Đức Giáo tông Nguyễn Ngọc Tương, là một tổ chức Hội Thánh (giáo hội) của đạo Cao Đài, được lập thành ngày 14 tháng 10 năm Giáp Tuất (tức ngày 20 tháng 11 năm 1934), do 2 chức sắc Cửu Trùng Đài Hội Thánh Cao Đài nguyên thủy là Quyền Thượng Đầu sư Nguyễn Ngọc Tương và Quyền Ngọc Đầu Sư Lê Bá Trang đứng đầu. Đây là tổ chức Hội Thánh lớn thứ hai của đạo Cao Đài, quản lý hơn 70 vạn tín đồ Cao Đài, với 301 Thánh thất và Nhà Tu tại 26 Tỉnh/Thành trong cả nước. Trụ sở của Hội Thánh Cao Đài Ban Chỉnh Đạo đặt tại Thánh thất An Hội, số 100 đường Trương Định, Phường 6, Thành phố Bến Tre. Đây cũng là Thánh thất lâu đời nhất của đạo Cao Đài còn tồn tại (1934).